# Blacometeorus intermedius
Blacometeorus intermedius är en stekelart som beskrevs av Vladimir Ivanovich Tobias 1976. Blacometeorus intermedius ingår i släktet Blacometeorus och familjen bracksteklar. Inga underarter finns listade.